# Hiidenlampi
Hiidenlampi är en sjö i kommunen Sotkamo i landskapet Kajanaland i Finland. Arean är 35 hektar och strandlinjen är 4,98 kilometer lång. Sjön  ingår i Uleälvens huvudavrinningsområde.   Den ligger omkring 48 kilometer öster om Kajana och omkring 470 kilometer norr om Helsingfors. 